# ليوناردو سيماو
ليوناردو سيماو هو سياسي موزمبيقي، ولد في 5 يونيو 1953. نشط حزبياً في جبهة تحرير موزمبيق.
1. ↑   https://unga76sciencesummit.sched.com/speaker/leonardo_simao.22tzvmnd. اطلع عليه بتاريخ 2023-05-24. {{استشهاد ويب}}: |url= بحاجة لعنوان (مساعدة) والوسيط |title= غير موجود أو فارغ (من ويكي بيانات) (مساعدة)
2. 1 2 3   https://press.un.org/en/2023/sga2196.doc.htm. اطلع عليه بتاريخ 2023-05-24. {{استشهاد ويب}}: |url= بحاجة لعنوان (مساعدة) والوسيط |title= غير موجود أو فارغ (من ويكي بيانات) (مساعدة)